# 中西孝
中西 孝（なかにし たかし、1965年3月）は、株式会社anchor特別顧問。株式会社MAGES.特別顧問、株式会社グッドスマイルパートナーズ投資顧問等を務めている。

## 人物・経歴
静岡県静岡市清水区出身。静岡学園高等学校卒業。神奈川大学経済学部貿易学科中退。中学、高校は野球部に所属。大学でも野球部に所属するが肩の故障により早期退部。
1985年、大学在学中20歳前で起業。
横浜元町、山下公園界隈でオリジナル商品赤い靴グッズを製造販売、成功を収める。
その後、1985年に入社した会社で「ビー・バップ・ハイスクール」「湘南爆走族」のキャラクターグッズのライセンスを得て、誌面の通販や東映の劇場などで販売し大成功を収める。
1988年からヨットレースを担当し、国際50フィートヨット協会(本部:デトロイト)に出向。ワールドカップ日本大会を1989年、1991年の2度神奈川県三浦市で開催し大会運営を担当。同時期に他国のワールドカップや世界的ヨットレースを転戦。
北米、カリブ海、ヨーロッパ諸国を歴訪中、ドイツの宿泊先のホテルでTV放送されていたドイツ語版空手バカ一代を偶然観て、将来の夢をアニメ制作者とする。
バブル崩壊直後の1993年、モンキーパンチ作品のアシスタントプロデューサーとしてアニメ修行。
1995年、株式会社ピクチャーマジックを設立、代表取締役に就任。
2004年、上石神井にアニメスタジオを設ける。
2006年、文化放送、ドワンゴに次ぐ、第三位株主としてピクチャーマジックが出資し、株式会社AG-ONEを設立。取締役に就任
2007年、AG-ONE代表取締役に就任。
2008年、ピクチャーマジックをAG-ONEの完全子会社とし、株式交換で、個人としてAG-ONEの第三位株主となる。
2010年、株式会社ドワンゴプランニングアンドデベロップメント代表取締役を兼任。ドワンゴクリエイティブスクール及びアニサマ事業をAG-ONEに吸収合併。
2011年、AG-ONEが5pb.を吸収合併し、MAGES.に社名変更、代表取締役副社長に就任（個人として第三位株主の立場は保持するが2013年に売却）。
株式会社ixtlを設立(2018年anchorに社名変更)。
2013年MAGES.株式移転と共に、代表取締役を退任（その後特別顧問を経て、一時離脱）。
2017年、株式会社ixtlの株式の90%を株式会社エイベックスピクチャーズに売却(2018年100%)。
2019年、株式会社anchor(エイベックスグループ)特別顧問、株式会社MAGES.特別顧問、株式会社グッドスマイルパートナーズ投資顧問。